# 崩壞人生
是一部2015年的美國劇情電影，由尚-馬克·瓦利執導，傑克·葛倫霍、娜歐蜜·華茲、克里斯·庫柏和猶大·路易士主演。電影於2015年多倫多國際影展上首映，福斯探照燈影業定檔本片2016年4月8日在美國廣泛上映。

## 劇情
這部電影講述一位年輕銀行家戴維斯米契(傑克·葛倫霍 飾)在妻子車禍驟逝後陷入情緒麻木，表面冷漠、無法悲傷，使他懷疑自己是否真的愛過妻子，進而逐漸與世界脫節，並透過不斷破壞物品來試圖理解內心的空洞與混亂。直到與販賣機公司客服人員(娜歐蜜·華茲 飾)的邂逅，讓他重新連結情感、面對失落，才意識到原來自己是因為太過深愛妻子，悲傷才來得如此遲緩而強烈。最終他從破壞走向修復，也象徵著他內心的療癒與重生，重新找回了愛與生活的意義。。

## 演員
- 傑克·葛倫霍飾演Davis Mitchell
- 娜歐蜜·華茲飾演Karen Moreno
- 克里斯·庫柏飾演Phil Eastwood
- 希瑟·林德飾演Julia
- 猶大·路易士（英语：Judah Lewis）飾演Chris Moreno[5]
- C·J·威爾森（英语：C.J. Wilson (actor)）飾演Carl
- 玻莉·德雷珀（英语：Polly Draper）飾演Margot Eastwood
- Malachy Cleary飾演Davis的父親
- 黛博拉·蒙克（英语：Debra Monk）飾演Davis的母親

## 發行
2015年7月15日，福斯探照燈影業將本片定檔2016年4月8日在美國廣泛上映。

## 反響
爛番茄評級50%，Metacritic得分49，評價褒貶不一。美國首週票房僅110萬美元，名列當週第十五，口碑不佳。

## 外部連結
- 官方网站
- 互联网电影数据库（IMDb）上《崩壞人生》的资料（英文）
- Box Office Mojo上《Demolition》的資料（英文）
- Metacritic上《Demolition》的資料（英文）
- 爛番茄上《Demolition》的資料（英文）